# Ahmedpur Śarki
Ahmedpur Śarki lub Ahmedpur East (saraiki/urdu: احمد پُور شرقیہ‬) – miasto w Pakistanie, w prowincji Pendżab. W 2017 roku liczyło 133 369 mieszkańców.